# San Demetrio Corone

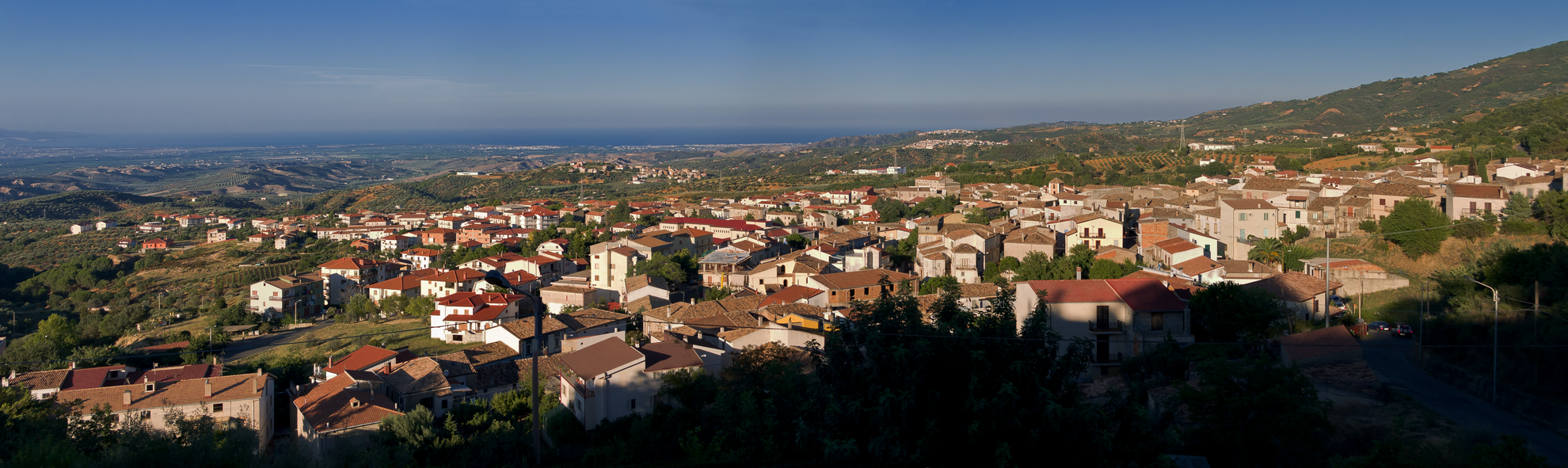
San Demetrio Corone

San Demetrio Corone is een gemeente in de Italiaanse provincie Cosenza (regio Calabrië) en telt 3822 inwoners (31-12-2004). De oppervlakte bedraagt 57,7 km², de bevolkingsdichtheid is 69 inwoners per km².

## Demografie
San Demetrio Corone telt ongeveer 1631 huishoudens. Het aantal inwoners daalde in de periode 1991-2001 met 10,6% volgens cijfers uit de tienjaarlijkse volkstellingen van ISTAT.
| Jaar | Inwoneraantal |
| ---- | ------------- |
| 1991 | 4413          |
| 2001 | 3944          |

## Geografie
San Demetrio Corone grenst aan de volgende gemeenten: Acri, Corigliano Calabro, San Cosmo Albanese, Santa Sofia d'Epiro, Tarsia, Terranova da Sibari.